# إدوارد مينغ
إدوارد مينغ هو سياسي كندي، ولد في 1855 في كندا، وتوفي في 9 مايو 1936 في أوتاوا في كندا. حزبياً، نشط في الحزب الليبرالي في أونتاريو ‏. وقد انتخب عضو برلمان مقاطعة أونتاريو.